# Sezulfe
Sezulfe es una freguesia portuguesa del municipio de Macedo de Cavaleiros, con 15,20 km² de superficie y 184 habitantes (2001). Su densidad de población es de 12,1 hab/km².

## Topónimo
El nombre de Sezulfe derivaría de(uilla) Sesulfi, forma en genitivo de Sesulfus, referido al nome de antiguo poseedor de la uilla ("explotación agraria"), nombre de origen germánico.